# Kuckssee
Kuckssee ist eine Gemeinde im Landkreis Mecklenburgische Seenplatte in Mecklenburg-Vorpommern. Sie wird vom Amt Penzliner Land mit Sitz in der Stadt Penzlin verwaltet.

## Geografie
Die Gemeinde liegt etwa zehn Kilometer westlich des Neubrandenburger Stadtzentrums und grenzt im Süden an das Stadtgebiet von Penzlin. Im Gemeindegebiet liegen unter anderem der vom Aalbach durchflossene Malliner See, der Zieskensee, der Kuckssee, der Lapitzer See, der Wokuhlsee und der Salzsee. Das 110 Hektar umfassende Naturschutzgebiet Kuckssee und Lapitzer See befindet sich fast vollständig in der Gemeinde.
Ortsteile sind Krukow, Lapitz, Puchow und Rahnenfelde.

## Geschichte
Die Gemeinde Kuckssee entstand am 1. Januar 2012 durch die Fusion der bis dahin eigenständigen Gemeinden Krukow, Lapitz und Puchow.

## Politik

### Gemeindevertretung und Bürgermeister
Der Gemeinderat besteht (inkl. Bürgermeister) aus 7 Mitgliedern. Die Wahl zum Gemeinderat am 26. Mai 2019 hatte folgende Ergebnisse:
| Partei/Bewerber                       | Prozent | Sitze |
| ------------------------------------- | ------- | ----- |
| Wählergemeinschaft Krukow             | 27,77   | 2     |
| Wählergemeinschaft Lapitz             | 27,77   | 2     |
| Wählergemeinschaft Puchow/Rahnenfelde | 25,49   | 2     |
| Einzelbewerber Zillmann               | 18,98   | 1     |

Bürgermeister der Gemeinde ist Maik Schreiber, er wurde mit 85,58 % der Stimmen gewählt.

### Wappen, Flagge, Dienstsiegel
Die Gemeinde verfügt über kein amtlich genehmigtes Hoheitszeichen, weder Wappen noch Flagge. Als Dienstsiegel wird das kleine Landessiegel mit dem Wappenbild des Landesteils Mecklenburg geführt. Es zeigt einen hersehenden Stierkopf mit abgerissenem Halsfell und Krone und der Umschrift „GEMEINDE KUCKSSEE • LANDKREIS MECKLENBURGISCHE SEENPLATTE“.

## Kultur und Sehenswürdigkeiten
- Herrenhaus (Schloss) Krukow
- Feldsteinkirche Krukow
- Dorfkirche Lapitz
- Gutshaus Puchow von 1910 mit zwei Torhäusern, Verwalterhaus, Wirtschaftsgebäuden und Gutspark
- Gutshaus Lapitz von 1908

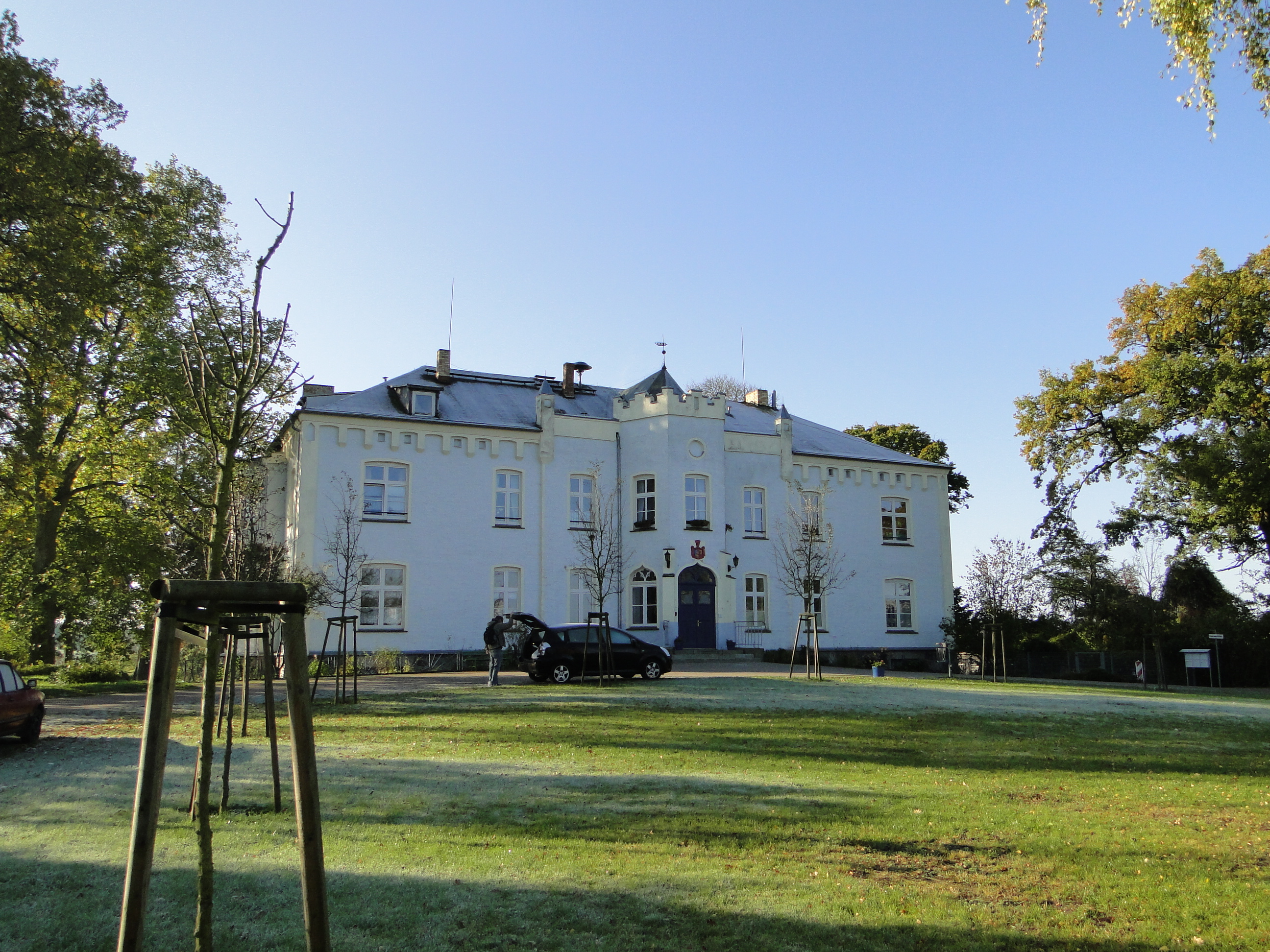
Herrenhaus Krukow
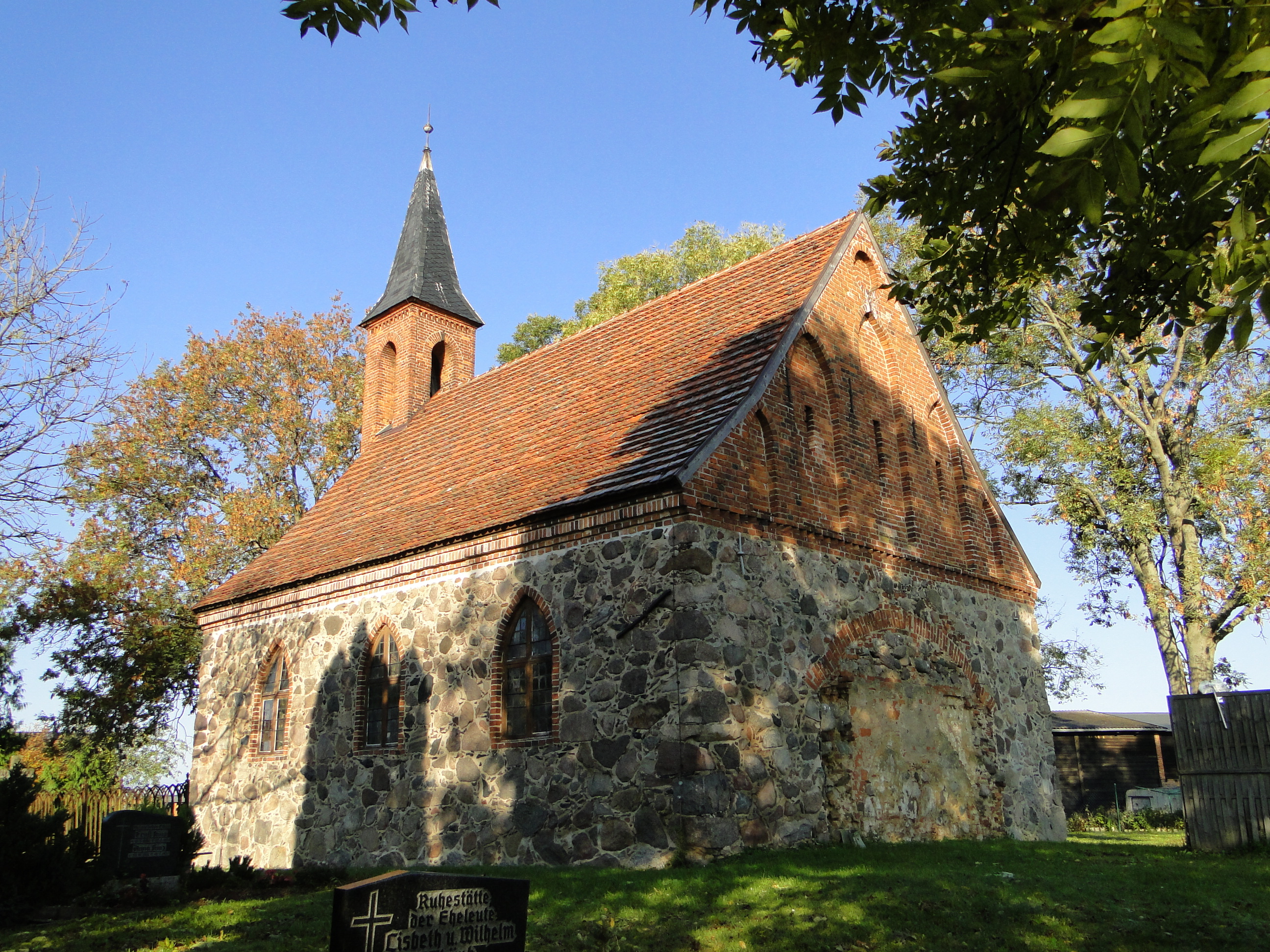
Feldsteinkirche Krukow
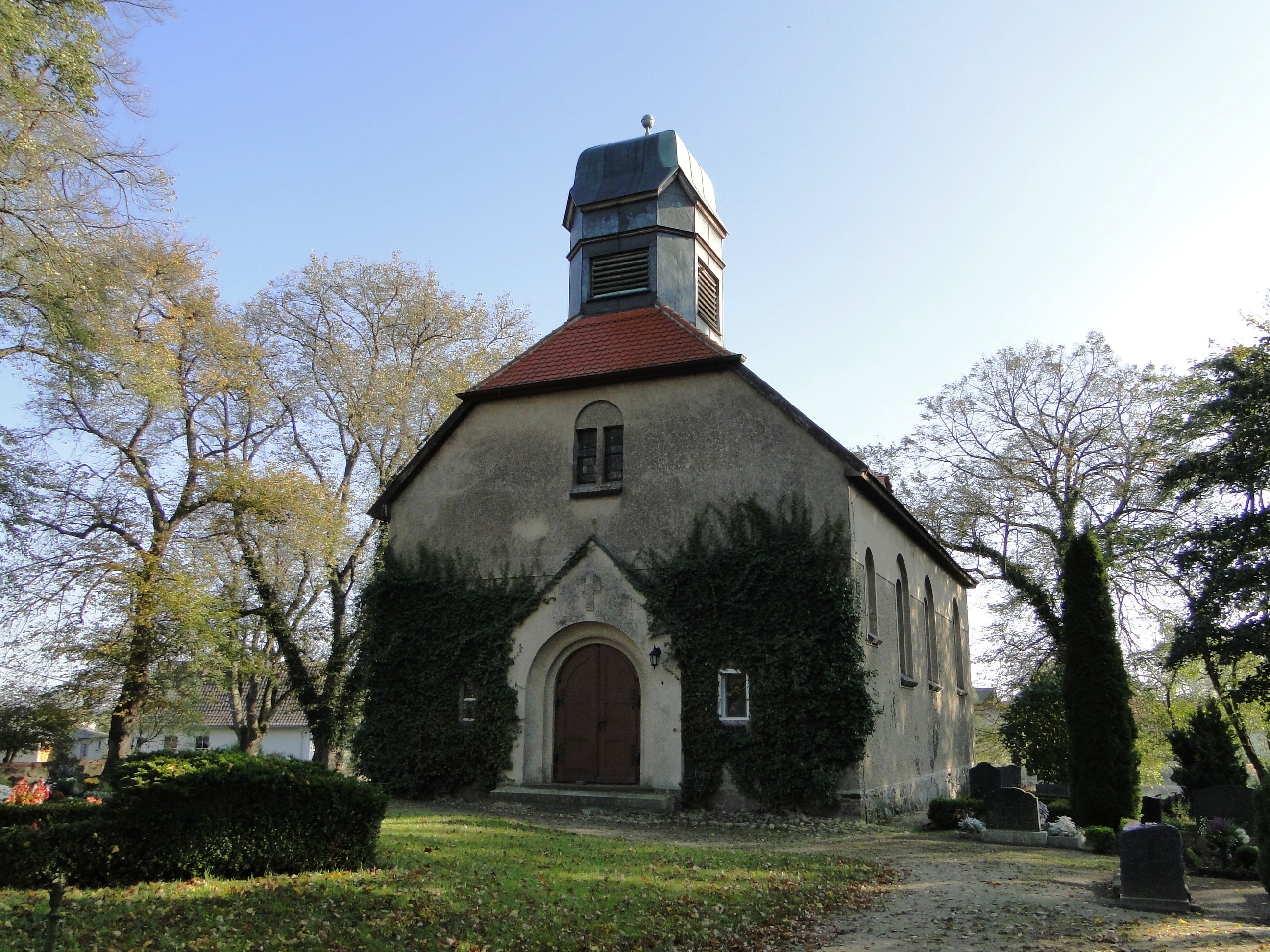
Dorfkirche Lapitz
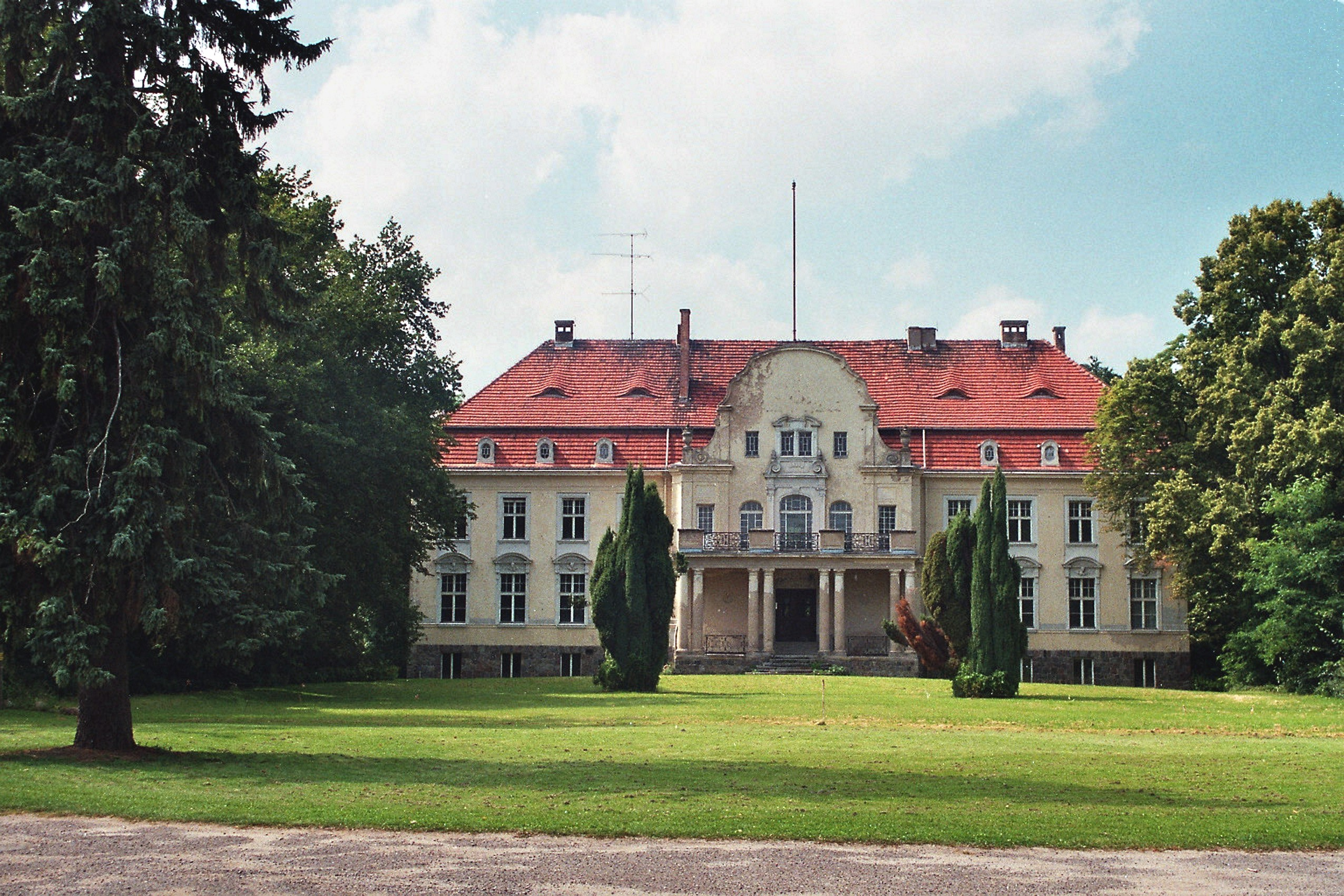
Gutshaus Puchow

## Verkehrsanbindung
Durch Krukow verläuft die Bundesstraße 192 von Penzlin in die Kreisstadt Neubrandenburg. Von Penzlin an Puchow vorbei nach Lapitz führt eine Kreisstraße, die weiter über Gevezin und Blankenhof nach Chemnitz verläuft, wo sie zur Bundesstraße 104 (Neubrandenburg-Schwerin) leitet. Eine weitere Straße führt von Lapitz über Passentin zur Bundesstraße 192 in Mallin. In Neubrandenburg besteht Bahnanschluss, östlich der Stadt gelangt man auf die Bundesautobahn 20.